# Fritzi
Pour plus de détails, voir Fiche technique et Distribution.
Fritzi (Fritzi: Eine Wendewundergeschichte), sous-titré Histoire d'une révolution, est un film d'animation co-produit par l'Allemagne, le Luxembourg, la Belgique et la République tchèque, réalisé par Matthias Bruhn et Ralf Kukula (de).
Le film, qui adopte un rendu de dessin animé en deux dimensions, relate les aventures d'une jeune fille en République démocratique allemande (Allemagne de l'est) peu de temps avant la chute du mur de Berlin.

## Synopsis
À Leipzig en 1989, Fritzi coule des jours paisibles au collège en compagnie de sa meilleure amie Sophie. Un été, Sophie part pour la Hongrie et confie à Fritzi son chien, Sputnik. Mais à la rentrée, Sophie ne revient pas. Fritzi entend que son amie a fui la RDA pour l'Allemagne de l'Ouest, située de l'autre côté du mur de Berlin. Elle décide alors de partir pour la retrouver, en compagnie de Sputnik. Elle ignore qu'elle court au devant de graves dangers.

## Fiche technique
- Titre : Fritzi. Histoire d'une révolution
- Titre original : Fritzi: Eine Wendewundergeschichte
- Réalisation : Matthias Bruhn et Ralf Kukula
- Scénario : Beate Völcker
- Montage : Stefan Urlaß
- Musique originale : André Dziezuk
- Production : Ralf Kukula, Richard Lutterbeck, Patrick Quinet, Stephane Quinet, Johannes Schiehsl, Benjamin Swiczinsky, Conrad Tambour, Pierre Urbain, Martin Vandas, Alena Vandasová, Matthias Bruhn
- Sociétés de production : Balance Film, TrickStudio Lutterbeck, Doghouse Films, Artémis Productions[2], Maur Film
- Distribution : Weltkino Filmverleih Gmbh
- Pays :  Allemagne,  Belgique,  Luxembourg,  République tchèque
- Durée : 86 minutes[3]
- Classification :
  -  Allemagne : FSK 6[4]
  -  Autriche : JMK (de) 8[5]
- Date de sortie : 
  -  Allemagne : 9 octobre 2019
  -  Belgique : 30 septembre 2019 (Festival du film francophone de Namur)
  -  France : 7 juin 2021

## Production

### Inspiration
Le film est basé sur le livre pour enfants et adolescents éponyme d'Hanna Schott.

### Production
Le film a été produit en 2D,,.

### Sortie
Il est sorti en Belgique le 9 octobre 2019. La sortie française est au départ prévue pour le 14 octobre 2020, mais la crise sanitaire liée au coronavirus repousse la sortie au 7 juin 2021.

## Accueil

### Box-office
À l'international, le film a rapporté 375 689 $.

### Critique
- 2019 : Prix des critiques de films allemands (de) : meilleur film pour enfant[10]
- 2020 : Mitteldeutscher Rundfunk : Meilleur scénario[11]
- 2020 : Stiftung Deutsche Krebshilfe (de) : Label sans fumée[12]